# Jan Amos Komensky
Jan Amos Komensky (češko Jan Amos Komenský; slovaško Ján Amos Komenský; nemško Johann Amos Comenius; latinsko: Iohannes Amos Comenius), češki učitelj, pedagog, pisatelj, filozof in teolog, * 28. marec 1592, kraj rojstva nedoločen, Češka, † 15. november 1670, Amsterdam, Nizozemska.
Velja za utemeljitelja moderne pedagogike in glavnega protagonista šolskih in vzgojnih reform, ki so bile uperjene proti zastareli sholastični pedagogiki. Mnoge ideje o vzgoji in izobraževanju, ki si jih je zamislil in jih tudi prvi sistematiziral, veljajo še danes, npr. vzgoja vsesplošnega izobraževanja, zahteve po šolskem letu, šolskem tednu, učni uri, letnih počitnicah, telesnih vajah, o razredu kot zaključeni delovno-učni enoti idr. Zaradi zaslug in velikega mednarodnega ugleda so ga soverniki izvolili za škofa verske ločine Moravskih bratov, predreformacijskega protestantskega verskega gibanja, ki se je izoblikovalo iz preostankov taboritskih husitov in je med prvimi spodbujalo razmere za uveljavitev vsesplošnega izobraževanja. Večino življenja je zaradi verske pripadnosti zato preživel v izgnanstvu kot begunec in je pogosto menjaval bivališča.
Komensky se je sam podpisoval s polatinjeno obliko imena Comenius.  

## Življenje in delo
Kraj njegovega rojstva si lastijo vsaj tri naselja na Moravskem, v katerih je preživel določena obdobja svojega otroštva: Komňa, majhna vas njegovih prednikov, od katerih je prevzel priimek, Nivnice, v katerem je preživljal otroštvo, in Ogrski Brod, najbližje mesto, kamor se je v otroštvu preselil. Njegov oče je bil mlinar, član ločine Moravskih bratov. Sina je vzgajal v strogem verskem duhu, vendar je že z dvanajstim letom Komensky popolnoma osirotel, skrb zanj pa je prevzela verska občina, ki ga je šele s štirinajstim letom poslala na nadaljnje šolanje na latinsko šolo v Přerovu na Moravskem. Ker je dokazal svojo nadarjenost in mu je bil zaradi religiozne nestrpnosti študij na praški univerzi onemogočen, je pod pokroviteljstvom sovernikov nadaljeval študij na Nemškem, na teoloških fakultetah univerz v Herbornu (1611-13) in Heidelbergu (1613-14). V letih od 1614 do 1618 je med soverniki učiteljeval v Přerovu. Star 24 let je bil posvečen v duhovnika, prevzel eno od verskih občin in hkrati postal rektor šole. 
Ko pa je Ferdinand II. Habsburški, takrat še češki kralj, začel na Češkem protiprotestantska preganjanja, ki so vodila v tridesetletno vojno, so bili (skupaj z ostalimi protestanti) izgnani tudi Moravski bratje. Komensky je takrat izgubil vse svoje imetje, delovno gradivo in knjige. Skupaj s skupnostjo sovernikov in družino se je zatekel na Poljsko, v mesto Leszno, kjer je prevzel vodenje gimnazij. Tu je napisal jezikoslovno pedagoško delo »Odprta vrata k jeziku« (latinsko: Ianua Linguarum Reserata), s katerim je mednarodno zaslovel. V tem delu je poudaril učenje jezika ob opazovanju stvari in sveta. V epidemiji kuge leta 1622 je izgubil celo družino: ženo in dve hčerki.
Od leta 1628 je kot izgnanec potoval po Evropi, širil svoje pedagoške ideje in se skromno preživljal s sredstvi mecenov. Umrla mu je še druga žena in v oskrbo so mu ostali štirje otroci. Njegovi soverniki so bili razpršeni in ekonomsko nestabilni. V teh težkih razmerah je dokončal svoje najpomembnejše pedagoško delo »Velika didaktika« (Didactica magna), ki pomeni prvo sistematično izgradnjo pedagoških idej. Komensky si je zamislil projekt, ki ga je uresničilo šele kasnejše razsvetljenstvo, in sicer potrebo po enciklopedičnem delu, ki ga je sam označeval kot »panzofija«. Za Komenskega vzgoja in izobraževanje nista smotra sama po sebi, pač pa sta sredstvi za razumno in Bogu vdano življenje, ki je hkrati priprava na posmrtno večno življenje.      
V istem obdobju je ustvarjal pedagoško-filozofska dela, v katerih je pojasnjeval svoja »panzofska« načela, in prve otroške slikanice. Leta 1641, ko je že mednarodno zaslovel, ga je angleški parlament povabil v Anglijo, kjer pa se zaradi začetka državljanske vojne med rojalističnimi in parlamentarnimi silami ni zadrževal dolgo. Leta 1648 ga je švedska kraljica Kristina povabila, da pripravi učbenike in reformira jezikovni pouk po novih načelih.
Ponovno se je vrnil v Leszno na Poljskem, a je kraj po povabilu madžarskega princa Georgija Rakozcija kmalu zapustil. Na Madžarskem je leta 1654 napisal »Čutni svet v slikah« (Orbis sensualium pictus), ki je po vsebini ilustrirani enciklopedični učbenik za otroke in hkrati velja za prvo slikanico, namenjeno otrokom.
Z Madžarskega se je še zadnjič vrnil v Leszno. V vojni med Švedi in Poljaki je bilo mesto požgano, skupaj z mestom pa tudi vse imetje Komenskega. Nazadnje se je ustalil v Amsterdamu, kjer je štirinajst let bival pri enem od svojih mecenov, urejal in širil svoje ideje. 
Po njem je poimenovana najstarejša in največja slovaška univerza, Univerza Komenskega v Bratislavi, ustanovljena leta 1919.